# Hannelore Hoger
Hannelore Erika Hoger, född 20 augusti 1939 i Hamburg, död 21 december 2024 i samma stad, var en tysk skådespelerska och regissör.

## Roller i urval
- 1968 – Artisterna i cirkuskupolen: Rådlösa
- 1975 – Katharina Blums förlorade heder
- 1977 – Heinrich
- 1980 – Den dag Elvis hade varit i Bremerhaven
- 1983 – Die Macht der Gefühle
- 1991, 1994 – Den gamle deckarräven (TV-serie)
- 1992 – Heimat (TV-serie)
- 1993–2018 – Bella Block (TV-serie)
- 1997 – Rossini